# 4-й піший Холмський полк Армії УНР
4-й піший Холмський полк Армії УНР — піхотний полк армії УНР, під командуванням генерала-хорунжого Іллі Мартинюка.

## Історія
Полк сформований 3 червня 1918 року називався 4-м пішим Холмським. Відповідно до планів Генерального штабу Української Держави він мав розташовуватися у м. Холм, але через протидію німців розміщувався в Острозі. З 30 вересня 1918 4-й піший Холмський полк входив до складу 2-ї пішої Дивізії.

Гнат Порохівський помічника командира 4-го Холмського полку

На початку протигетьманського повстання більшість старшин цього формування зайняла ворожу до Директорії позицію. А прихильників Директорії, як помічника командира полку військового старшину Гната Порохівського, ледве не розстріляли. За кілька днів Остріг було захоплено повстанським загоном отамана Сумчука, а старшини полку, що підтримували Скоропадського - заарештовано, проте вже в грудні 1918 року, звільнено з-під варти. 
У грудні 1918 року кадр полку було зараховано до складу Дієвої армії УНР. Станом на 11 січня 1919 він мав у своєму складі 60 багнетів та 25 кулеметів і продовжував формуватися в Острозі. 4 лютого полк - 38 старшин, 13 підстаршин, 5 урядовців, 3 лікарі, 4 юнаки, 489 козаків, 21 кулемет, 2 гармати прибув до Рівного у розпорядження командувача Південно-Західним районом Дієвої армії УНР Володимира Оскілка. 15 лютого 1919 знову вибув до м. Острог у розпорядження командира 1-го Волинського корпусу - для подальшого формування. 9 березня 1919 прибув до Рівного і був зарахований до складу військ Північної групи у такому складі: 39 старшин, 2 лікарів, 4 урядовців, 87 підстаршин, 457 муштрових та 120 немуштрових козаків. За кілька днів полк було відправлено на протибільшовицький фронт під ст. Коростень.
21  березня 1919 на фронті його було передано до складу 18-ї дієвої дивізії та перейменовано на 53-й піший дієвий Холмський полк. Протягом березня-травня 1919 року полк брав участь у боях з Червоною армією на Сарненському та Житомирському напрямках. Уже на початку березня полк завоював репутацію найкращої бойової частини Північної групи Дієвої армії УНР. Зокрема, 7 березня 1919 за бої в районі Сарн його відзначив в.о. начальника Сарненської групи військ і командувач 18-ї дивізії отаман Купрійчук: 
| Не можу не висловити командиру Холмського полку щирої подяки за той порядок та бадьорий вид і настрій козаків, котрий я знайшов в цьому полку |
24 квітня 1919 командир полку Ковальчук та кілька старшин і козаків отримали грошові винагороди від штабу Північної групи за оволодіння ст. Бережки, що під Звягелем.
У середині травня 1919 року, маючи у своєму складі 250 вояків, полк виступив проти червоних військ біля селища Охотниково та станції Сновидовичі. З 18 травня 1919 - провадив важкі бої на Ковельському напрямкові. Після розгрому Холмської та Північної груп полк відійшов у район Кременця(до села Дідківці), де 30-31 травня 1919 року влився до складу 3-го куреня 3-го пішого полку 1-ї Північної дивізії Дієвої армії УНР. На час його розсформування у полку було 43 старшини, 35 підстаршин, 1 лікар, 7 урядовців, 177 муштрових та 78 немуштрових козаків, 158 рушниць, 8 кулеметів, 91 кінь, 18 возів та 2 кухні.

## Військовики дивізії
- Банякевич
- Мартинюк Ілля Сильвестрович
- Цвид Макар Омелянович
- Порохівський Гнат Єрмилович
- Климович Костянтин Миколайович